# Monofilamento
Il monofilamento è un tipo di corda da tennis sintetica in tecnofibra, tra i più utilizzati dai giocatori professionisti per le racchette da tennis.
Come dice il nome, queste corde sono composte da un solo filamento, solitamente di poliestere o poliammide, anche se molte aziende produttrici le addizionano con particolari composti chimici.
Questo tipo di corda solitamente non mantiene a lungo la tensione d'incordatura, tuttavia molti giocatori ATP la utilizzano poiché la rompono dopo poche ore di gioco e quindi ciò permette loro di non preoccuparsi se essa perde le caratteristiche dopo poche ore, tanto solitamente i giocatori cambiano la racchetta completa prima che ciò accada.
Le corde monofilamento attuali hanno raggiunto un livello qualitativo elevato anche sotto il punto di vista del comfort.